# Антидефамаційна ліга
Антидефамаційна ліга (англ. Anti-Defamation League) — організація, головна мета якої — боротьба з антисемітизмом та всіма формами нетерпимості до євреїв.
Була заснована членами організації B'nai B'rith в 1913 році в Чикаго (один з них — правозахисник Зігмунд Лівінгстон). Штаб-квартира Ліги знаходиться в Нью-Йорку. Ліга має мережу з понад 30 регіональних офісів у США і міжнародні представництва в Єрусалимі, Відні та Москві.

## Антидефамаційна ліга в Україні
За повідомленнями преси, Антидефамаційна ліга існує і в Україні. Її члени Рудольф Мирський, Олександр Найман у 2000 р. видали книгу «Юдофобія проти України» з реквізитами «Антидефамаційна ліга України».

## Критика
Лінгвіст, філософ та соціальний активіст Ноам Чомскі охарактеризував Антидефамаційну лігу як таку, що забула про громадянські права в ім'я захисту ізраїльської політики; а також, що вона представляє будь-яку опозицію ізраїльським інтересам як антисемітизм.
Норман Фінкельштейн стверджує, що такі організації, як Антидефамаційна ліга, висували звинувачення в новому антисемітизмі з різною періодичністю, починаючи з 1970-х років, «не для боротьби з антисемітизмом, а для використання історичних страждань євреїв з метою імунізувати Ізраїль від критики». The Washington Post зазначає, що ADL неодноразово звинувачувала Фінкельштейна в «запереченні Голокосту» і що «ці звинувачення виявилися необгрунтованими».